# بهرام بن لشکرستان
بهرام بن لشکرستان، یکی از حکام و فرماندهان بویهی در زمان ابوکالیجار دیلمی در کرمان و مکران بود که تا زمان حمله سلاجقه بر مسند قدرت در کرمان ماند اما سرانجام پس از شکست از قاورد، امارت خود را از دست داد و در سال ۴۴۰ هجری به دستور قاورد مسموم شد و به قتل رسید.